# Crise existencial

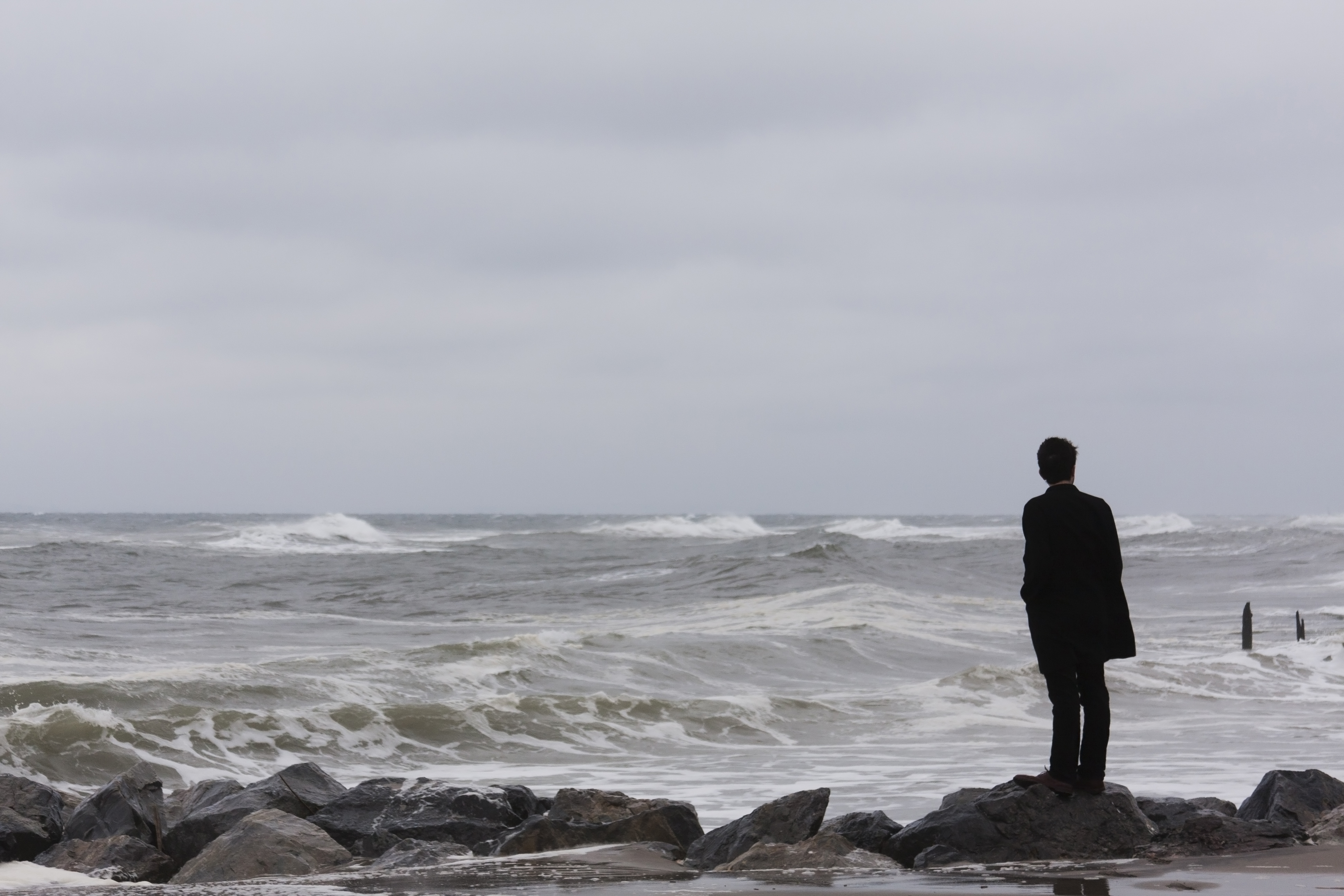
Sentimentos de solidão e insignificância diante da natureza são comuns nas crises existenciais

Em psicologia e psicoterapia, as crises existenciais são conflitos internos caracterizados pela impressão de que a vida carece de sentido. Alguns autores também enfatizam a confusão sobre a identidade pessoal em sua definição. As crises existenciais são acompanhadas de ansiedade e estresse, muitas vezes a tal ponto que perturbam o funcionamento normal na vida cotidiana e levam à depressão. Sua atitude negativa em relação à vida e ao sentido reflete várias posições características do movimento filosófico conhecido como existencialismo. Sinônimos e termos intimamente relacionados incluem angústia existencial, vácuo existencial, neurose existencial e alienação. Os vários aspectos associados às crises existenciais são às vezes divididos em componentes emocionais, cognitivos e comportamentais. Os componentes emocionais referem-se aos sentimentos que provocam, como dor emocional, desespero, desamparo, culpa, ansiedade e solidão. Os componentes cognitivos abrangem o problema da falta de sentido, a perda de valores pessoais e reflexões sobre a própria mortalidade. Externamente, as crises existenciais muitas vezes se expressam em adições, comportamentos antissociais e compulsivos.
Os sintomas específicos podem variar muito de caso para caso. Os teóricos tentam abordar isto distinguindo entre diferentes tipos de crises existenciais. As categorizações são geralmente baseadas na ideia de que as questões no centro das crises existenciais diferem com o estágio de vida do indivíduo e seu desenvolvimento pessoal. Os tipos comumente encontrados na literatura acadêmica incluem a crise da adolescência, a crise do quarto de vida, a crise da meia-idade e a crise da terceira-idade. Todos eles têm em comum um conflito sobre o sentido e o propósito da própria vida. As crises cedo na vida tendem a ser mais prospectivas: o indivíduo está ansioso e confuso sobre qual caminho na vida seguir, especialmente no que diz respeito à educação e carreira, assim como à sua identidade e independência nas relações sociais. As crises tarde na vida são mais retrospectivas. Podem ser desencadeadas pela impressão de que já se passou o ponto de pico da vida e são frequentemente caracterizadas por culpa, arrependimentos e medo da morte. A idade do indivíduo geralmente corresponde ao tipo de crise que experimenta, mas nem sempre, pois há muita variação no nível de desenvolvimento pessoal. Algumas pessoas podem experimentar apenas alguns desses tipos ou nenhum. Se uma crise existencial anterior foi resolvida adequadamente, geralmente é mais fácil para o indivíduo resolver ou evitar crises posteriores.
O problema da falta de sentido desempenha um papel central em todos esses tipos. Pode surgir na forma de sentido cósmico, que está preocupado com o sentido da vida em geral ou por que estamos aqui. Outra forma diz respeito ao sentido secular pessoal, no qual o indivíduo tenta descobrir propósito e valor principalmente para sua própria vida. A questão da falta de sentido torna-se um problema devido à discrepância entre o desejo dos seres humanos de viver uma vida significativa e a aparente falta de sentido e indiferença do mundo, às vezes denominada o absurdo. Várias fontes de sentido foram sugeridas através das quais o indivíduo pode encontrar sentido. Incluem o altruísmo ou tentar beneficiar os outros, dedicar-se a uma causa, como um movimento religioso ou político, a criatividade, por exemplo, criando arte, o hedonismo ou tentar viver a vida ao máximo, a autoatualização, que se refere ao desenvolvimento dos próprios potenciais inatos, e encontrar a atitude correta em relação às próprias dificuldades.
As crises existenciais têm várias consequências negativas, tanto no nível pessoal, como a ansiedade e a formação de relacionamentos maus, quanto no nível social, como uma alta taxa de divórcio e uma diminuição da produtividade. Também podem ter efeitos positivos, empurrando os afetados para resolver o problema subjacente e, assim, desenvolver-se como pessoa. Alguns questionários, como o Purpose in Life Test, podem ser usados para medir se alguém está atualmente passando por uma crise existencial. Devido às consequências principalmente negativas, é importante que as crises existenciais sejam resolvidas. A abordagem mais comum é ajudar os afetados a encontrar sentido em sua vida. Isto pode acontecer através de um salto da fé, no qual o indivíduo deposita sua confiança em um novo sistema de sentido, ou através de uma abordagem baseada na razão, focalizando em uma avaliação cuidadosa baseada em evidências das fontes de sentido. Alguns teóricos recomendam uma abordagem niilista, na qual o indivíduo aceita que a vida não tem sentido e tenta encontrar a melhor maneira de lidar com este fato. Outras abordagens incluem a terapia cognitivo-comportamental e a prática da tomada de perspectiva social.
Fora da psicologia e da psicoterapia, o termo "crise existencial" é às vezes usado para indicar que a existência de algo está ameaçada.

## Definição
Em psicologia e psicoterapia, o termo "crise existencial" refere-se a uma forma de conflito interno. Caracteriza-se pela impressão de que a vida carece de sentido e é acompanhada por várias experiências negativas, como estresse, ansiedade, desespero e depressão. Isso muitas vezes acontece a tal ponto que perturba o funcionamento normal da vida cotidiana. A natureza interna deste conflito diferencia as crises existenciais de outros tipos de crises que se devem principalmente a circunstâncias externas, como as crises sociais ou financeiras. As circunstâncias externas podem ainda desempenhar um papel no desencadeamento ou na exacerbação de uma crise existencial, mas o conflito central acontece em um nível interno. A abordagem mais comum para resolver uma crise existencial consiste em abordar este conflito interno e encontrar novas fontes de sentido na vida.
A questão central responsável pelo conflito interno é a impressão de que o desejo do indivíduo de levar uma vida significativa é frustrado por uma aparente falta de sentido. A este respeito, as crises existenciais são crises de sentido. Isso é frequentemente compreendido através das lentes do movimento filosófico conhecido como existencialismo. Um aspecto importante de muitas formas de existencialismo é que o indivíduo procura viver de uma maneira significativa, mas encontra-se em um mundo sem sentido e indiferente. O termo exato "crise existencial" não é comumente encontrado na literatura existencialista tradicional na filosofia. Mas vários termos técnicos estreitamente relacionados são discutidos, como angústia existencial, vácuo existencial, desespero existencial, neurose existencial, doença existencial, ansiedade e alienação.
Diferentes autores se concentram em suas definições de crise existencial em diferentes aspectos. Alguns argumentam que as crises existenciais são, em sua essência, crises de identidade. Nesta visão, eles surgem de uma confusão sobre a pergunta "Quem sou eu?" e seu objetivo é alcançar alguma forma de clareza sobre si mesmo e sua posição no mundo. Como crises de identidade, envolvem uma autoanálise intensiva, muitas vezes na forma de explorar diferentes maneiras de ver a si mesmo. Constituem um confronto pessoal com certos aspectos-chave da condição humana, como existência, morte, liberdade e responsabilidade. A este respeito, a pessoa questiona os fundamentos mesmos de sua vida. Outros enfatizam o confronto com as limitações humanas, como a morte e a falta de controle. Alguns sublinham a natureza espiritual das crises existenciais, apontando como as pessoas externamente bem-sucedidas ainda podem ser severamente afetadas por elas se não tiverem o desenvolvimento espiritual correspondente.
O termo "crise existencial" é mais comumente usado no contexto da psicologia e psicoterapia. Mas também pode ser empregado em um sentido mais literal como uma crise de existência para expressar que a existência de algo está ameaçada. A este respeito, um país, uma empresa ou uma instituição social enfrenta uma crise existencial se tensões políticas, altas dívidas ou mudanças sociais puderem ter como resultado que a entidade correspondente deixe de existir.

## Componentes
As crises existenciais são geralmente vistas como fenômenos complexos que podem ser entendidos como constituídos por vários componentes. Algumas abordagens distinguem três tipos de componentes pertencentes aos campos de emoção, cognição e comportamento. Os aspectos emocionais correspondem ao que se sente ao ter uma crise existencial. Geralmente está associada à dor emocional, desespero, desamparo, culpa, ansiedade e solidão. No lado cognitivo, os afetados são frequentemente confrontados com uma perda de sentido e propósito junto com a realização de seu próprio fim. No aspecto comportamental, as crises existenciais podem se expressar em adições e comportamentos antissociais, às vezes acompanhados de comportamentos ritualísticos, perda de relacionamentos e degradação da saúde. Embora as manifestações destes três componentes possam ser geralmente identificadas em cada caso de crise existencial, muitas vezes há diferenças significativas em como se manifestam. No entanto, foi sugerido que estes componentes podem ser usados para dar uma definição mais unificada de crises existenciais.

### Emocional
No nível emocional, as crises existenciais estão associadas a experiências desagradáveis, como medo, ansiedade, pânico e desespero. Podem ser categorizadas como uma forma de dor emocional pela qual as pessoas perdem a confiança e a esperança. Essa dor muitas vezes se manifesta na forma de desespero e desamparo. O desespero pode ser causado pela incapacidade de encontrar sentido na vida, o que está associado tanto à falta de motivação como à ausência de alegria interior. A impressão de desamparo surge da incapacidade de encontrar uma resposta prática para lidar com a crise e o desespero associado. Este desamparo diz respeito especificamente a uma forma de vulnerabilidade emocional: o indivíduo não está sujeito apenas a uma ampla gama de emoções negativas, mas estas emoções muitas vezes parecem estar fora do controle da pessoa. Este sentimento de vulnerabilidade e falta de controle pode por si só produzir mais impressões negativas e pode levar a uma forma de pânico ou a um estado de luto profundo.
Mas, por outro lado, também há muitas vezes a impressão nos afetados de que eles são de alguma forma responsáveis por sua situação. Este é o caso, por exemplo, se a perda de sentido está associada a más escolhas no passado pelas quais o indivíduo se sente culpado. Mas também pode assumir a forma de um tipo mais abstrato de má consciência como culpa existencial. Neste caso, o agente carrega um vago sentimento de culpa livremente flutuante, ou seja, não está ligado a qualquer ato mal específico por parte do agente. Especialmente em crises existenciais nas últimas etapas da vida, esta culpa é frequentemente acompanhada por um medo da morte. Mas, assim como no caso da culpa, este medo também pode assumir uma forma mais abstrata como uma ansiedade inespecífica associada a um sentimento de deficiência e falta de sentido.
Como crises de identidade, as crises existenciais muitas vezes levam a um senso perturbado de integridade pessoal. Isto pode ser provocado pela aparente falta de sentido na própria vida, juntamente com uma falta geral de motivação. Central para a impressão de integridade pessoal são os relacionamentos estreitas consigo mesmo, com os outros e com o mundo. A ausência de sentido geralmente tem um impacto negativo nessas relações. Como falta de um propósito claro, ameaça a integridade pessoal e pode levar à insegurança, alienação e autoabandono. O impacto negativo nas relações com os outros é frequentemente experimentado como uma forma de solidão.
Dependendo da pessoa e da crise que está sofrendo, alguns desses aspectos emocionais podem ser mais ou menos pronunciados. Embora todos são experimentados como desagradáveis, muitas vezes carregam dentro de si vários potenciais positivos que podem empurrar a pessoa na direção de um desenvolvimento pessoal positivo. Através da experiência da solidão, por exemplo, a pessoa pode alcançar uma melhor compreensão da substância e importância dos relacionamentos.

### Cognitivo
O principal aspecto cognitivo das crises existenciais é a perda de sentido e propósito. Neste contexto, o termo "falta de sentido" refere-se à impressão geral de que não há um sentido, uma direção ou um propósito superior em nossas ações, ou no mundo em geral. Está associado à questão de por que se está fazendo o que se está fazendo e por que se deve continuar. É um tema central na psicoterapia existencialista, que tem como um de seus principais objetivos ajudar o paciente a encontrar uma resposta adequada a essa falta de sentido. Na logoterapia de Viktor Frankl, por exemplo, o termo "vácuo existencial" é usado para descrever este estado de espírito. Muitas formas de psicoterapia existencialista visam resolver crises existenciais, ajudando o paciente a redescobrir sentido em sua vida. Estreitamente relacionada à falta de sentido é a perda de valores pessoais. Isto significa que coisas que antes pareciam valiosas para o indivíduo, como a relação com uma pessoa específica ou o sucesso em sua carreira, podem agora parecer insignificantes ou inúteis para ele. Se a crise for resolvida, pode levar à descoberta de novos valores.
Outro aspecto do componente cognitivo de muitas crises existenciais diz respeito à atitude para o fim pessoal, ou seja, a compreensão de que se morrerá algum dia. Embora esta informação não seja nova sob uma perspectiva abstrata, ela assume um caráter mais pessoal e concreto quando se é confrontado com este fato como uma realidade concreta que se tem que enfrentar. Este aspecto é de particular relevância para crises existenciais que ocorrem mais tarde na vida ou quando a crise foi desencadeada pela perda de um ente querido ou pelo aparecimento de uma doença terminal. Para muitos, a questão da própria morte está associada à ansiedade. Mas também foi argumentado que a contemplação da própria morte pode atuar como uma chave para resolver uma crise existencial. A razão para isto é que a percepção de que o tempo é limitado pode atuar como uma fonte de sentido, ao tornar o tempo restante mais valioso e ao facilitar o discernimento das questões maiores que importam em contraste com as questões cotidianas menores que podem atuar como distrações. Fatores importantes para lidar com a morte iminente incluem a perspectiva religiosa, a autoestima e a integração social, assim como as perspectivas para o futuro.

### Comportamental
As crises existenciais podem ter vários efeitos no comportamento do indivíduo. Muitas vezes levam uma pessoa a se isolar e a se envolver menos em interações sociais. Por exemplo, a comunicação com os colegas de casa pode ser limitada a respostas muito breves, como um simples "sim" ou "não" para evitar uma conversa mais prolongada ou o indivíduo reduz várias formas de contato que não são estritamente necessárias. Isto pode resultar em uma deterioração e a perda dos relacionamentos a longo prazo. Em alguns casos, as crises existenciais também podem se expressar em comportamentos abertamente antissociais, como hostilidade ou agressão. Estes impulsos negativos também podem ser dirigidos à própria pessoa, levando à autolesão e, no pior dos casos, ao suicídio.
O comportamento aditivo também é observado em pessoas que passam por uma crise existencial. Alguns recorrem às drogas para diminuir o impacto das experiências negativas, enquanto outros esperam aprender, através das experiências não ordinárias com as drogas, para lidar com a crise existencial. Embora este tipo de comportamento possa ser bem-sucedido em proporcionar um alívio de curto prazo dos efeitos da crise existencial, foi argumentado que geralmente é desadaptativo e falha no nível de longo prazo. Desta forma, as crises podem agravar-se ainda mais. Para os afetados, muitas vezes é difícil distinguir a necessidade de prazer e poder da necessidade de sentido, levando-os assim a um caminho errado em seus esforços para resolver a crise. As adições em si ou o estresse associado às crises existenciais podem resultar em vários problemas de saúde, que vão desde a hipertensão arterial até danos nos órgãos a longo prazo e o aumento da probabilidade de câncer.
As crises existenciais também podem ser acompanhadas de comportamento ritualístico. Em alguns casos, isto pode ter efeitos positivos para ajudar os afetados na transição para uma nova perspectiva de vida. Mas também pode tomar a forma de comportamento compulsivo que atua mais como uma distração do que como um passo em direção a uma solução. Outro aspecto comportamental positivo diz respeito à tendência de buscar terapia. Esta tendência reflete a consciência dos afetados da gravidade do problema e seu desejo de resolvê-lo.

## Tipos
Diferentes tipos de crises existenciais são frequentemente distinguidos com base no tempo na vida em que ocorrem. Esta abordagem baseia-se na ideia de que, dependendo da fase da vida, os indivíduos são confrontados com diferentes questões ligadas a sentido e propósito. Levam a diferentes tipos de crises se esses problemas não são resolvidos adequadamente. Os estágios estão geralmente ligados a grupos etários aproximados, mas esta correspondência nem sempre é precisa, pois diferentes pessoas da mesma faixa etária podem se encontrar em diferentes situações de vida e diferentes estágios de desenvolvimento. Estar ciente dessas diferenças é central para avaliar adequadamente a questão no centro de uma crise específica e encontrar uma resposta correspondente para resolvê-la.
A crise existencial mais conhecida é a crise da meia-idade e muitas pesquisas são dirigidas especificamente a este tipo de crise. Mas os pesquisadores também descobriram várias outras crises existenciais pertencentes a diferentes tipos. Não há acordo geral sobre seu número exato e sua periodização. Devido a isso, as categorizações dos diferentes teóricos nem sempre coincidem, mas têm sobreposições significativas. Uma categorização distingue entre a crise da adolescência precoce, a crise sophomore, a crise adulta, a crise da meia-idade e a crise da terceira-idade. Outra enfoca apenas a crise sophomore, a crise adulta e a crise da terceira-idade, mas as define em termos mais amplos. A crise sophomore e a crise adulta são frequentemente tratadas juntas como formas da crise do quarto de vida.
Há um amplo consenso de que as crises anteriores tendem a ser mais prospectivas e são caracterizadas pela ansiedade e confusão sobre o caminho na vida que se quer seguir. As crises posteriores, por outro lado, são mais retrospectivas, muitas vezes na forma de culpa e arrependimento, enquanto também lidam com o problema da própria mortalidade.
Estas diferentes crises podem afetar umas às outras de várias maneiras. Por exemplo, se uma crise anterior não foi resolvida adequadamente, as crises posteriores podem impor dificuldades adicionais aos afetados. Mas mesmo se uma crise anterior foi completamente resolvida, isto não garante que as crises subsequentes serão resolvidas com sucesso ou evitadas por completo.
Outra abordagem distingue as crises existenciais com base em sua intensidade. Alguns teóricos usam os termos "vácuo existencial" e "neurose existencial" para se referir a diferentes graus de crise existencial. Nesta visão, um vácuo existencial é um fenômeno bastante comum caracterizado pela recorrência frequente de estados subjetivos como tédio, apatia e vazio. Algumas pessoas experimentam isso apenas em seu tempo livre, mas de outra forma não são perturbadas por isso. O termo "neurose de domingo" é frequentemente usado neste contexto. Um vácuo existencial torna-se uma neurose existencial se é acompanhado de sintomas neuróticos clínicos evidentes, como depressão ou alcoolismo.

### Adolescência
A crise da adolescência precoce envolve a transição da infância para a idade adulta e está centrada no assunto do desenvolvimento da própria individualidade e independência. Isto diz respeito especificamente à relação com a família e muitas vezes leva a passar mais tempo com os companheiros. Vários comportamentos rebeldes e antissociais vistos às vezes nesta fase de desenvolvimento, como roubo ou invasão de propriedade, podem ser interpretados como tentativas de alcançar a independência. Também pode dar origem a um novo tipo de conformidade em relação, por exemplo, à forma como o adolescente se veste ou se comporta. Esta conformidade tende a ser não em relação à família ou aos padrões públicos, mas ao grupo de companheiros ou celebridades adoradas. Mas isto pode ser visto como um passo temporário para se distanciar de padrões previamente aceitos, com passos posteriores enfatizando a independência também do grupo de companheiros e das influências de celebridades. Para resolver a crise da adolescência precoce, é importante que sentido e propósito sejam encontrados na nova identidade, já que a independência sem isso pode resultar no sentimento de estar perdido e pode levar à depressão.

### Quarto de vida, sophomore e adulto
O termo "crise do quarto de vida" é frequentemente usado para se referir a crises existenciais que ocorrem no início da idade adulta, ou seja, aproximadamente durante as idades entre 18 e 30 anos. Alguns autores distinguem entre duas crises distintas que podem ocorrer nesta fase da vida: a crise sophomore e a crise adulta. A crise sophomore afeta principalmente pessoas no final da adolescência ou no início dos 20 anos de idade. Também é chamada de "sophomore slump", especificamente quando afeta os estudantes. É a primeira vez que perguntas sérias sobre o sentido da vida e o papel do indivíduo no mundo são formuladas. Nesta fase, essas perguntas têm uma relação prática direta com o próprio futuro. Se aplicam a quais caminhos se quer escolher na vida, como em qual carreira focar e como formar relacionamentos bem-sucedidos. No centro da crise sophomore está a ansiedade sobre o futuro, ou seja, como levar a vida e como melhor desenvolver e empregar as próprias habilidades. As crises existenciais muitas vezes afetam especificamente as pessoas de alto desempenho que temem não alcançar seu potencial máximo por falta de um plano seguro para o futuro. Para resolvê-las, é necessário encontrar respostas significativas para estas perguntas. Tais respostas podem resultar em compromissos práticos e podem informar decisões posteriores na vida.
A crise adulta geralmente começa em meados dos 20 anos de idade. Os problemas enfrentados nela se sobrepõem em certa medida aos da crise sophomore, mas tendem a ser questões de identidade mais complexas. Como tal, também giram em torno da própria carreira e do caminho na vida. Mas tendem a levar em conta mais detalhes, como a escolha da religião, a perspectiva política ou a sexualidade. Resolver a crise adulta significa ter uma boa ideia de quem o indivíduo é como pessoa e se sentir confortável com essa ideia. Geralmente está associado a atingir a idade adulta, ter concluído a escola, trabalhar em tempo integral, ter saído de casa e ser financeiramente independente. Ser incapaz de resolver a crise adulta pode resultar em desorientação, falta de confiança na própria identidade pessoal e depressão.

### Meia-idade
Entre os diferentes tipos de crises existenciais, a crise de meia-idade é a mais discutida. Muitas vezes começa por volta dos 40 anos de idade e pode ser desencadeada pela impressão de que o próprio crescimento pessoal está obstruído. Isto pode ser combinado com a sensação de que há uma distância significativa entre as próprias realizações e aspirações. Em contraste com as crises existenciais anteriores, também envolve um componente retrospectivo: as escolhas anteriores na vida são questionadas e seu significado para as realizações do indivíduo é avaliado. Isto pode levar a arrependimentos e insatisfação com as próprias escolhas de vida em vários campos, como carreira, parceiro, filhos, status social ou oportunidades perdidas. A tendência de olhar para trás muitas vezes está ligada à impressão de que o indivíduo já passou do período de pico da vida.
Às vezes se distinguem cinco etapas intermediárias: acomodação, separação, liminaridade, reintegração e individuação. Nestas etapas, o indivíduo primeiro se adapta às demandas externas alteradas, depois aborda a distância entre seus motivos inatos e a personalidade externa, em seguida rejeita sua personalidade anteriormente adaptativa, mais tarde adota sua nova personalidade e, por último, toma consciência das consequências externas associadas a estas mudanças.
As crises da meia-idade podem ser desencadeadas por eventos específicos como perda de um emprego, desemprego forçado, casos extraconjugais, separação, morte de um ente querido ou problemas de saúde. A este respeito, a crise da meia-idade pode ser entendida como um período de transição ou reavaliação no qual o indivíduo tenta se adaptar à sua situação alterada na vida, tanto em resposta ao evento desencadeante particular quanto às mudanças mais gerais que vêm com a idade.
Vários sintomas estão associados às crises da meia-idade, como estresse, tédio, autodúvida, compulsividade, mudanças na libido e nas preferências sexuais, ruminação e insegurança. No discurso público, a crise da meia-idade está associada principalmente aos homens, muitas vezes em relação direta à sua carreira. Mas afeta as mulheres também. Um fator adicional aqui é o tempo limitado que resta em seu período reprodutivo ou o início da menopausa. Entre 8 e 25 por cento dos americanos com mais de trinta e cinco anos passaram por uma crise de meia-idade.
Tanto a gravidade quanto a duração da crise de meia-idade são frequentemente afetadas por se e quão bem as crises anteriores foram resolvidas. As pessoas que conseguiram resolver bem as crises anteriores tendem a se sentir mais satisfeitas com suas escolhas de vida, o que também reflete em como sua significância é percebida quando se olha para trás. Mas isso não garante que elas ainda pareçam significativas da perspectiva atual.

### Terceira-idade
A crise da terceira-idade ocorre frequentemente na segunda metade dos 60 anos de idade. Pode ser desencadeada por eventos como a aposentadoria, a morte de um ente querido, uma doença grave ou a morte iminente. Em seu núcleo está uma reflexão retrospectiva sobre como se levou sua vida e as escolhas que se fez. Essa reflexão é geralmente motivada pelo desejo de ter vivido uma vida valiosa e significativa combinada com a incerteza se isto foi alcançado. A contemplação dos erros do passado também pode ser motivada pelo desejo de encontrar uma maneira de compensá-los enquanto se ainda pode. Também pode se expressar de uma forma mais teórica como uma tentativa de avaliar se a própria vida teve um impacto positivo no ambiente mais imediato ou no mundo em geral. Isso é frequentemente associado ao desejo de deixar um legado positivo e influente para trás.
Devido à sua natureza retrospectiva, pode haver menos que se possa fazer para realmente resolver a crise. Isto é verdade especialmente para as pessoas que chegam a uma avaliação negativa de sua vida. Um fator impeditivo adicional em contraste com as crises anteriores é que os indivíduos muitas vezes são incapazes de encontrar a energia e a juventude necessárias para fazer mudanças significativas em suas vidas. Alguns sugerem que desenvolver uma aceitação da realidade da morte pode ajudar no processo. Outras sugestões se concentram menos na resolução completa da crise, mas mais em evitar ou minimizar seu impacto negativo. As recomendações para este fim incluem cuidar do próprio bem-estar físico, econômico e emocional, assim como desenvolver e manter uma rede social de apoio. A melhor maneira de evitar a crise tanto quanto possível pode ser assegurar que as crises anteriores na vida sejam resolvidas.

## Falta de sentido
A maioria dos teóricos vê a falta de sentido como a questão central em torno da qual giram as crises existenciais. A este respeito, podem ser entendidas como crises de sentido. A questão do sentido e da falta de sentido diz respeito a várias questões intimamente relacionadas. Entendida no respeito mais amplo, envolve as questões globais do sentido da vida em geral, por que estamos aqui ou para que propósito vivemos. As respostas a esta pergunta tradicionalmente tomam a forma de explicações religiosas, por exemplo, que o mundo foi criado por Deus de acordo com Seu propósito e que cada coisa é significativa porque desempenha um papel para este propósito superior. Isto às vezes é chamado de sentido cósmico, em contraste com o sentido pessoal secular que um indivíduo busca quando pergunta de que maneira sua vida particular tem sentido ou é valiosa. A este respeito pessoal, muitas vezes está conectado com uma confusão prática sobre como se deve viver a própria vida ou por que se deve continuar fazendo o que se faz. Isto pode se expressar no sentimento de que não se tem nada para viver ou esperar. Isto às vezes é até interpretado como significando que não há certo e errado ou bem e mal. Embora possa ser cada vez mais difícil no mundo secular contemporâneo encontrar um sentido cósmico, foi argumentado que para resolver o problema da falta de sentido, é suficiente que o indivíduo encontre um sentido pessoal secular para se agarrar.
A questão da falta de sentido torna-se um problema porque os seres humanos parecem ter um forte desejo ou necessidade de sentido. Isto se expressa tanto emocional quanto praticamente, já que metas e ideais são necessários para estruturar a própria vida. O outro lado do problema é dado pelo fato de que parece não haver tal sentido ou que o mundo é em seu fundo contingente e poderia ter existido de uma forma muito diferente ou não ter existido de forma alguma. A contingência e a indiferença do mundo em relação aos assuntos humanos são frequentemente referidas como o absurdo na literatura existencialista. O problema pode ser resumido através da pergunta "Como pode um ser que precisa de sentido encontrar sentido em um universo que não tem sentido?". Vários profissionais da psicoterapia existencial afirmaram que a perda de sentido desempenha um papel para a maioria das pessoas que necessitam de psicoterapia e é o tema central para um número significativo delas. Mas esta perda tem sua expressão mais característica nas crises existenciais.
Vários fatores afetam se a vida é experimentada como significativa, por exemplo, relacionamentos sociais, religião e pensamentos sobre o passado ou o futuro. Os julgamentos de sentido são bastante subjetivos. São uma forma de avaliação global, pois levam em consideração a vida como um todo. Às vezes argumenta-se que o problema da perda de sentido está particularmente associado à sociedade moderna. Isto é frequentemente baseado na ideia de que as pessoas tendiam a ser mais enraizadas em seu ambiente social imediato, sua profissão e sua religião.